# Pavle Savić

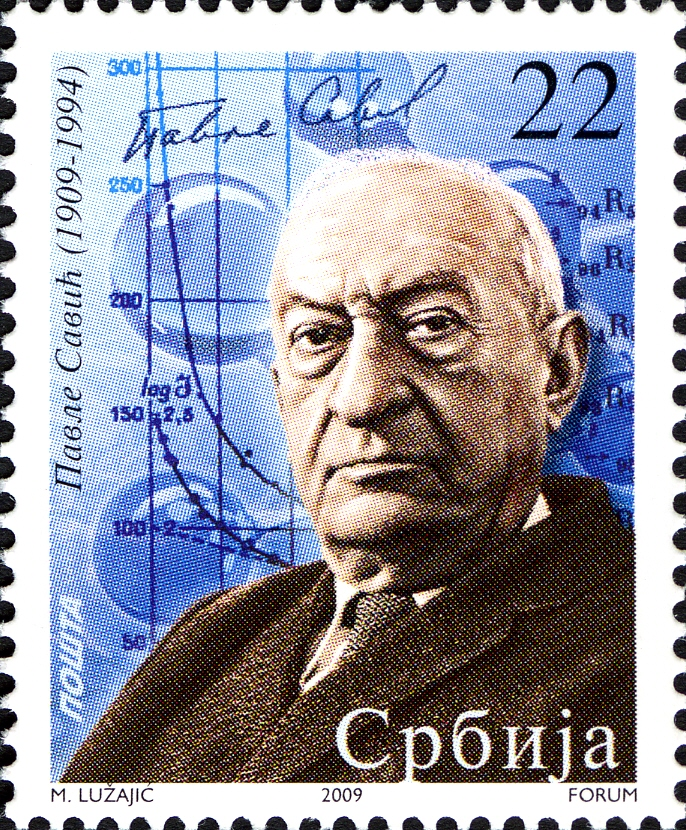

Pavle Savić (kyr. Павле Савић, auch Paul Savitch) (* 10. Januar 1909 Thessaloniki; † 30. Mai 1994 Belgrad) war ein jugoslawischer Chemiker und Physiker.
Von 1935 bis 1939 arbeitete er im Institut du Radium in Paris, dem damals weltweit bekanntesten Institut für das Gebiet der Kernphysik.
Berühmt wurde er 1938 durch die Zusammenarbeit mit Irène Joliot-Curie. 1937/1938 führten die beiden einen Versuch mit Uran durch, bei dem ein dem Lanthan ähnliches Element freigesetzt wurde, dessen chemische Identifizierung sich jedoch als außerordentlich schwierig erwies und das sie aufgrund der damaligen Annahmen über chemische Verwandtschaften als einen möglichen Nachweis des Elements mit der Kernladungszahl 93 (und daher als Transuran) deuteten. Dieser Versuch war die Grundlage für die physikalische Erklärung der Kernspaltung von Lise Meitner und Otto Frisch.
Nach dem Beginn des Zweiten Weltkrieges kehrte er nach Belgrad zurück.
Seit 1946 war er Mitglied und in der Zeit von 1971 bis 1981 Präsident der serbischen Akademie für Wissenschaft und Kunst (Srpska akademija nauka i umetnosti; SANU).
Er war Mitbegründer des serbischen Instituts für Nuklearwissenschaften Vinča (ehemals Institut Boris Kidrič) in Vinča nahe Belgrad. Dort war er von 1947 bis 1960 als erster Direktor tätig.

## Publikationen
- I. Curie, P. Savitch: Sur les radioéléments formés dans l'uranium irradié par les neutrons II. Le Journal de Physique et le Radium 9 (1938) S. 355–359.